# Acestoplana raffaelei
Acestoplana raffaelei is een platworm (Platyhelminthes). De worm is tweeslachtig. De soort leeft in het zoute water.
Het geslacht Acestoplana, waarin de platworm wordt geplaatst, wordt tot de familie Cestoplanidae gerekend. De wetenschappelijke naam van de soort werd voor het eerst geldig gepubliceerd in 1928 door Ranzi.